# Charles Longley
Charles Thomas Longley (Rochester, Kent, 28 juli 1794 - Addington Palace, Surrey, 27 oktober 1868) was van 1862 tot 1868 aartsbisschop van Canterbury. Voordien was hij aartsbisschop van York.

## Biografie
Hij bezocht Westminster School, Londen en studeerde aansluitend aan Christ Church, Universiteit van Oxford. In 1818 werd Longley tot priester gewijd. Van 1829 tot 1836 was hij hoofdmeester van Harrow School. Hij werd in 1836 tot eerste bisschop van Ripon gewijd. In 1856 werd hij bisschop van Durham en in 1860 werd hij de op één na belangrijkste geestelijke leider van de Kerk van Engeland toen hij aartsbisschop van York werd.
Op 20 oktober 1862 volgde hij John Bird Sumner (†) op als aartsbisschop van Canterbury. Tijdens zijn ambtsperiode vond de Pan-Anglicaanse Conferentie van Britse, koloniale en buitenlandse bisschoppen plaats (1867).
Longley overleed op 28 oktober 1868 in Addington Palace (buitenverblijf van de aartsbisschoppen van Canterbury) en werd bijgezet in de Kerk van St Mary the Blessed Virgin in Addington.

## Trivia
- Longley werd gefotografeerd door Charles Lutwidge Dodgson (Lewis Carroll). Carroll was bevriend met Longley.[4]
- Charles Longley was getrouwd (1832) met Caroline Sophia Parnell, de dochter van de 1e baron van Congleton. Uit dit huwelijk kwamen 6 kinderen voort.